# 列宁诺区
列宁诺区（烏克蘭語：Ленінський район），乌克兰自2016年起称之为叶迪库尤区（烏克蘭語：Єдикуйський район），是法理上烏克蘭克里米亞自治共和國的一個旧區，但事实上是俄罗斯克里米亞共和國的一个区。位于克里米亚半岛东部，行政中心為列寧諾（叶迪库尤）。

## 2020年乌克兰行政区划改革
2020年7月乌克兰在全境实行了行政区划改革，包括当时被俄罗斯占领的克里米亚半岛。克里米亚自治共和国的14个区和11个共和国直辖市重组为10个区。叶迪库尤区与刻赤市拉达所辖的区域合并为新的刻赤区。设立新区的法律在2023年9月7日正式生效，但由于乌克兰并未实际控制克里米亚，故事实上新区并未真正运作。